# Sebastiana Barráez
Sebastiana Barráez Pérez (Rubio, Táchira, Venezuela) es una periodista venezolana especializada en el ámbito militar.

## Carrera
Originaria de Rubio, ciudad fronteriza del estado Táchira, obtuvo experiencia en San Cristóbal, Apure y Barinas antes de viajar a Caracas para encargarse del departamento de prensa de la Comisión de Finanzas del Congreso de Venezuela. Barráez comenzó su carrera periodística en el año 2000 y tuvo una columna en el semanario Quinto Día, escribiendo artículos de periodismo de investigación. Sebastiana escribe en el portal de noticias Punto de Corte y en Infobae. 
El 27 de septiembre de 2018, su cuenta de Twitter fue hackeada después de denunciar, en un artículo publicado la misma semana en Punto de Corte, los maltratos y torturas de militares venezolanos prisioneros en la sede de la Dirección General de Contrainteligencia Militar en Caracas.
En mayo de 2023 Barráez denunció que el juez Jorge Luis Devenish Griffit le comunicó que podría declararla en desacato y ordenar su detención si seguía informando sobre el caso del embajador Nelson Ortega Bonilla y su esposa Leyla Vanessa Vivas por la custodia de los niños de la pareja. El Sindicato Nacional de Trabajadores de la Prensa (SNTP) de Táchira la respaldó en aquella ocasión, declarando: «El accionar del Tribunal Sexto de Primera Instancia de Mediación, Sustanciación y Protección de Niños, Niñas y Adolescentes de Caracas, busca intimidar y coartar la libertad de información y el derecho a informar que está claramente establecido en la Constitución y la Ley del Ejercicio del Periodismo».
En enero de 2024 la Fiscalía emitió una orden de aprehensión en su contra, acusada de «acciones terroristas y la operación Brazalete Blanco» La denuncia fue rechazada por el Colegio Nacional de Periodistas y el Sindicato Nacional de Trabajadores de la Prensa (SNTP), quienes la respaldaron.
En mayo de 2024 el gobierno venezolano acusó a través del fiscal Tarek William Saab a varios periodistas entre los que vinculó en forma global nombres como Maibort Petit, Sebastiana Barráez, Norbey Marín y Daniel Lara Farías; los periodistas de Armando Info Roberto Deniz y Ewald Scharfenberg, quienes hacen trabajos críticos a las estructuras del gobierno; basado en video con declaraciones dadas por el detenido Samark José López Bello sancionado y acusado como testaferro de Tareck El Aissami desde 2017 por Estados Unidos, quienes han realizado investigación periodística y reportajes antes de la intervención de la fiscalía en 2023 en la trama de corrupción Pdvsa-cripto. Los acusa de estorcionar a funcionarios corruptos, esta modalidad ya se había presentado anteriormente en el caso de Álex Saab en Colombia en 2017. Varias organizaciones nacionales e internacionales rechazaron las acusaciones del Fiscal contra los periodistas de Armando.Info, Desde la Relatoría Especial para la Libertad de Expresión de la CIDH, el relator Pedro Vaca, se solidarizó con los periodistas.